# گویش بیخی
لهجه بیخی یکی از لهجه‌های زبان لارستانی است که در منطقه بیخه|جات در غرب استان هرمزگان ایران متداول است. زبان لارستانی زبان مناطق جنوب فارس و غرب هرمزگان مانند شهرستان‌های لارستان، خنج، گراش، اوز و بستک است و در مقایسه با زبان فارسی امروزی، دست‌نخورده‌تر است.